# Ordre de Saint-Gilbert

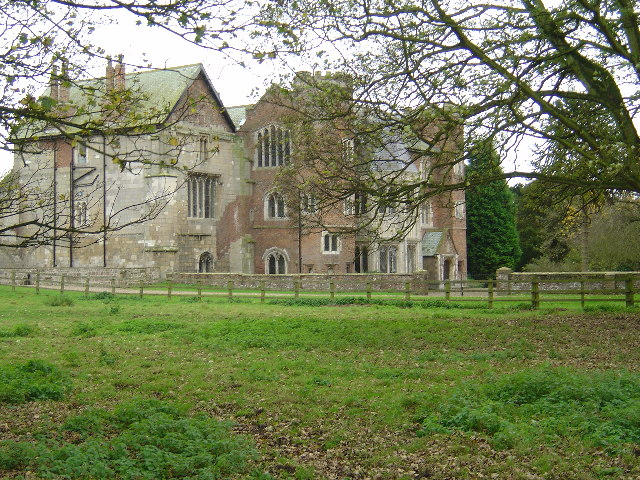
L'abbaye gilbertine de Watton (Yorkshire de l'Est)

L'ordre de Saint-Gilbert, ou ordre des Gilbertins, a été fondé par saint Gilbert en 1130, à Sempringham, où il était né et était devenu ensuite curé de la paroisse. Ce fut le seul ordre religieux d'origine exclusivement anglaise. Il se composait d'une congrégation monastique féminine d'inspiration cistercienne, d'une congrégation de chanoines réguliers soumis à la règle augustinienne, et de frères et sœurs lais. L'ordre disparut en 1538 avec la dissolution des monastères.

## Histoire
À l'origine, Gilbert de Sempringham souhaitait fonder un monastère, mais, n'y arrivant pas, il donna une règle de vie aux sept jeunes femmes dont il avait assuré l'éducation à Sempringham, et il construisit pour elles un couvent et un cloître au nord de son église paroissiale. Il reçut l'appui de son évêque, Alexandre de Lincoln, et au bout d'un an, les sept vierges de Sempringham prononcèrent leurs vœux. Il semble que l'intention de Gilbert était de se rapprocher des Cisterciens autant que possible. À la suggestion de Guillaume, abbé de Rievaulx, il institua des sœurs laies pour aider les moniales dans leurs nécessités quotidiennes, et bientôt, pour s'occuper des grands travaux dans les bâtiments agricoles et les champs, il y ajouta un groupe de frères lais qu'il recruta parmi les serfs les plus pauvres de sa paroisse et des grands domaines. Pendant huit ans, la petite communauté à Sempringham continua à prospérer, et dès 1139 environ, alors qu'elle venait de naître, elle s'accrut d'une autre fondation. Alexandre de Lincoln donna aux religieuses de Sempringham l'île de Haverholm, près de Sleaford, dans le Lincolnshire ; c'était l'emplacement  d'un de ses châteaux détruits lors de la lutte entre le roi Étienne et ses barons. L'acte de donation d'Alexandre indique nettement que les religieuses avaient à ce moment-là adopté la règle cistercienne « dans la mesure où la faiblesse de leur sexe le leur permettait ». La renommée de Sempringham s'étendit rapidement dans cette région de l'Angleterre, et le couvent envoya plusieurs colonies pour occuper de nouvelles fondations. 
En 1148, Gilbert se rendit à Cîteaux, en Bourgogne, pour demander aux abbés cisterciens qui s'y étaient assemblés en chapitre de prendre en charge sa communauté, mais ils s'y refusèrent, n'acceptant pas de prendre des femmes sous leurs ordres. Gilbert retourna donc en Angleterre et décida de faire de chacun de ses couvents un monastère double, en lui adjoignant une communauté de chanoines réguliers qui serviraient aux religieuses d'aumôniers et de directeurs de conscience. Il leur donna la règle de saint Augustin. Chaque maison gilbertine désormais se composait pratiquement de quatre communautés, une de moniales, une de chanoines, un de sœurs laies et une de frères lais. La popularité de l'ordre était considérable, et, pendant deux ans après son retour de France, Gilbert ne cessa de fonder de nouvelles maisons sur des terres que lui avaient offertes les nobles et les prélats. Ces maisons, à l'exception de Watton et Malton, qui étaient dans le Yorkshire, étaient situées dans le Lincolnshire, dans des campagnes marécageuses de basse altitude. Durant sa vie Gilbert créa treize maisons, dont quatre seulement pour les hommes.
L'habit des chanoines gilbertins consistait en une tunique noire descendant jusqu'aux chevilles, recouverte d'une cape blanche à capuchon, doublé de laine d'agneau. Les religieuses étaient en blanc, et pendant les mois d'hiver étaient autorisées à porter au chœur une chape de peau de mouton et un chapeau noir doublé de laine blanche. Le scapulaire était porté par les chanoines et les religieuses. L'ordre tout entier était sous la direction du « maître », ou prieur général, qui n'était pas prieur de Sempringham, mais portait le titre de « Prieur de l'Ensemble ». Son autorité était absolue, et l'année consistait pour lui en un cycle continu de visites aux différentes maisons. Il nommait aux postes principaux, recevait les vœux des novices, apposait son sceau à toutes les chartes, et donnait ou refusait son consentement dans les affaires de vente, de transfert... Il devait être choisi par le chapitre général, qui avait le droit de le déposer en cas de nécessité. À ce chapitre général, réuni une fois l'an à Sempringham aux jours des Rogations, assistaient le prieur, le cellérier et la prieure de chaque maison.
Gilbert comprit bientôt que ce travail de visites était au-dessus de ses forces et il décida que certains chanoines et certaines religieuses l'aideraient. Eux aussi entrèrent au chapitre général. Un « prêtre de la confession » fut choisi pour visiter chaque maison et servir de confesseur extraordinaire. Un monastère gilbertin n'avait qu'une église, divisée par un mur en deux parties inégales, la partie principale du bâtiment étant pour les religieuses, la partie la plus petite, au sud, pour les chanoines. Ceux-ci n'avaient accès à la partie réservée aux religieuses que pour la célébration de la messe. Le couvent des religieuses était situé au nord, les habitations des chanoines étaient généralement vers le sud. À Sempringham même et à Watton, nous les trouvons à une certaine distance vers le nord-est. Le nombre de chanoines à attacher à chaque couvent fut fixé à sept par Gilbert. La principale difficulté que rencontra Gilbert fut de diriger les frères lais. Pour la plupart il s'agissait d'individus grossiers et qu'on avait du mal à faire obéir ; ils avaient besoin d'être contrôlés et dirigés par quelqu'un d'énergique, et il aurait été surprenant qu'on n'eût rencontré parmi eux aucun cas d'insubordination et de scandale. Deux affaires en particulier réclament notre attention. La première, rapportée par saint Aelred, abbé de Rievaulx, nous raconte une histoire déplaisante au sujet d'une fille qu'on avait envoyée au prieuré de Watton pour y être élevée par les religieuses ; dans la deuxième il s'agit d'une révolte ouverte, et qui a réussi un moment, de quelques-uns des frères lais à Sempringham.
Depuis leur fondation jusqu'à la dissolution des monastères, la Couronne ne cessa de prodiguer ses faveurs aux Gilbertins. Il s'agissait du seul ordre exclusivement anglais et n'ayant aucune allégeance envers des supérieurs habitant à l'étranger, comme c'était le cas de Clunisiens et des Cisterciens. Toutes les maisons gilbertines étaient situées en Angleterre, à l'exception de deux qui se trouvaient dans le comté de Westmeath en Irlande. Cependant, malgré les chartes et les libéralités accordées par Henri II et ses successeurs, l'ordre était tombé dans une grande pauvreté à la fin du XVe siècle. Henri VI exempta toutes ses maisons de paiements de toute nature – dérogation qui ne pouvait lier ses successeurs et qu'ils ne respectèrent pas. Il fallait payer parfois de fortes sommes à la Curie romaine, et engager des dépenses pour des procès contre les empiétements, réels ou prétendus, des évêques. Au moment de la dissolution, il y avait vingt-six maisons. Elles ne s'en tirèrent pas mieux que les autres monastères et, pour quelque résistance que ce fût, on ne pouvait compte sur le dernier maître de Sempringham, Robert Holgate, évêque de Llandaff, qui était à la cour un grand favori et qui fut promu en 1545 à l'archevêché d'York. Les Gilbertins sont décrits comme ayant tout accepté « de leur plein gré », chacune des religieuses et chacun des chanoines devant recevoir « une pension annuelle raisonnable ». Seules quatre de leurs maisons furent classées parmi les monastères les plus importants qui jouissaient d'un revenu supérieur à 200 £ par an et, comme l'ordre semble avoir conservé jusqu'au bout la plus grande simplicité dans les ornements et les vêtements d'église, selon les instructions de saint Gilbert, la Couronne ne dut pas tirer grand-chose de sa suppression.

## Sources
(en) Cet article est partiellement ou en totalité issu d'une traduction de l'article de la Catholic Encyclopedia intitulé « Order of Gilbertines ».